# Comuna Zimandu Nou, Arad
Zimandu Nou (în maghiară: Zimándújfalu, în germană: Neusimand) este o comună în județul Arad, Crișana, România, formată din satele Andrei Șaguna, Zimandcuz și Zimandu Nou (reședința).

## Demografie
Componența etnică a comunei Zimandu Nou
     Români (65,3%)
     Maghiari (24,68%)
     Romi (1,69%)
     Alte etnii (0,71%)
     Necunoscută (7,61%)
Componența confesională a comunei Zimandu Nou
     Ortodocși (52,48%)
     Romano-catolici (27,19%)
     Penticostali (3%)
     Baptiști (2,94%)
     Reformați (2,19%)
     Martori ai lui Iehova (1,48%)
     Alte religii (2,59%)
     Necunoscută (8,13%)
Conform recensământului efectuat în 2021, populația comunei Zimandu Nou se ridică la 4.663 de locuitori, în creștere față de recensământul anterior din 2011, când fuseseră înregistrați 4.657 de locuitori. Majoritatea locuitorilor sunt români (65,3%), cu minorități de maghiari (24,68%) și romi (1,69%), iar pentru 7,61% nu se cunoaște apartenența etnică. Din punct de vedere confesional, majoritatea locuitorilor sunt ortodocși (52,48%), cu minorități de romano-catolici (27,19%), penticostali (3%), baptiști (2,94%), reformați (2,19%) și martori ai lui Iehova (1,48%), iar pentru 8,13% nu se cunoaște apartenența confesională.

## Politică și administrație
Comuna Zimandu Nou este administrată de un primar și un consiliu local compus din 15 consilieri. Primarul, Dorel Gheorghe Vidran[*], de la Partidul Național Liberal, este în funcție din 2008. Începând cu alegerile locale din 2024, consiliul local are următoarea componență pe partide politice:
|  | Partid                                 | Consilieri | Componența Consiliului | Componența Consiliului | Componența Consiliului | Componența Consiliului | Componența Consiliului | Componența Consiliului | Componența Consiliului | Componența Consiliului |
|  | -------------------------------------- | ---------- | ---------------------- | ---------------------- | ---------------------- | ---------------------- | ---------------------- | ---------------------- | ---------------------- | ---------------------- |
|  | Partidul Național Liberal              | 8          |                        |                        |                        |                        |                        |                        |                        |                        |
|  | Uniunea Democrată Maghiară din România | 4          |                        |                        |                        |                        |                        |                        |                        |                        |
|  | Alianța pentru Unirea Românilor        | 2          |                        |                        |                        |                        |                        |                        |                        |                        |
|  | Uniunea Salvați România                | 1          |                        |                        |                        |                        |                        |                        |                        |                        |

## Atracții turistice
- Pădurea "Utviniș"
- Rezervația naturală de platani și alun turcesc